# 佩尔莱多
佩尔莱多（義大利語：Perledo），是意大利莱科省的一个市镇。总面积12平方公里，人口926人，人口密度77.2人/平方公里（2009年）。国家统计（ISTAT）代码为097067。